# Cholchol
Cholchol ist eine Kommune im Süden Chiles. Sie liegt in der Provinz Cautín in der Región de la Araucanía. Sie hat 11.611 Einwohner und liegt ca. 26 Kilometer nordwestlich von Temuco, der Hauptstadt der Region.

## Geschichte
Der Name Cholchol kommt aus dem Mapudungun und bedeutet so viel wie „Ort der Disteln“. Wie in weiten Teilen der Region ebenfalls war auch das Gebiet der heutigen Gemeinde Cholchol lange ausschließlich von den Mapuchen besiedelt. Während der Besetzung der Region durch die chilenische Armee 1881 kam es zu Aufständen der in Cholchol und den Nachbargemeinden ansässigen Mapuchestämmen. Daraufhin wurde dort ein Fort der chilenischen Armee errichtet. In der Umgebung des Forts entstand eine Siedlung. Im Verlauf des 20. Jahrhunderts wurde diese immer weiter ausgebaut, so entstanden unter anderem Schulen und eine Feuerwehr. Am 22. April 2004 wurde Cholchol schließlich von der Kommune Nueva Imperial abgespalten und zu einer eigenständigen Kommune erklärt.

## Demografie und Geografie
Laut der Volkszählung aus dem Jahr 2017 leben in Cholchol 11.611 Einwohner, davon sind 5773 männlich und 5838 weiblich. 37,5 % leben in urbanem Gebiet, der Rest in ländlichem Gebiet. Noch immer sind gut 77 % der Einwohner Cholchols Mapuche. Neben der Ortschaft Cholchol gehören mehrere weitere kleine Siedlungen zur Kommune. Die Kommune hat eine Fläche von 427,9 km² und grenzt im Norden an Lumaco und an Galvarino, im Osten an Temuco, sowie im Süden und im Osten an Nueva Imperial. Durch die Kommune fließt der gleichnamige Río Cholchol.

## Wirtschaft und Politik
In Cholchol gibt es 105 angemeldete Unternehmen. Dabei spielt die Landwirtschaft noch immer eine große Rolle. Der aktuelle Bürgermeister von Cholchol ist der unabhängige Luis Alfredo Huirilef Barra. Auf nationaler Ebene liegt Freire im 49. Wahlkreis, unter anderem zusammen mit Freire, Carahue und Nueva Imperial.

## Fotogalerie

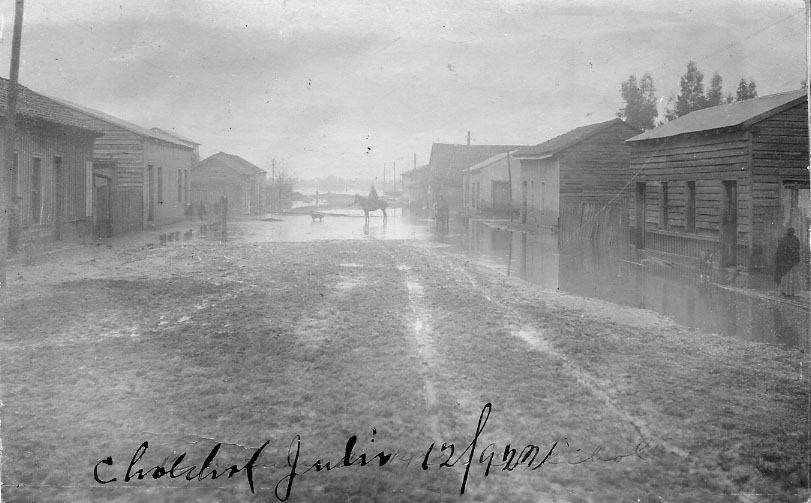
Cholchol im Jahr 1922
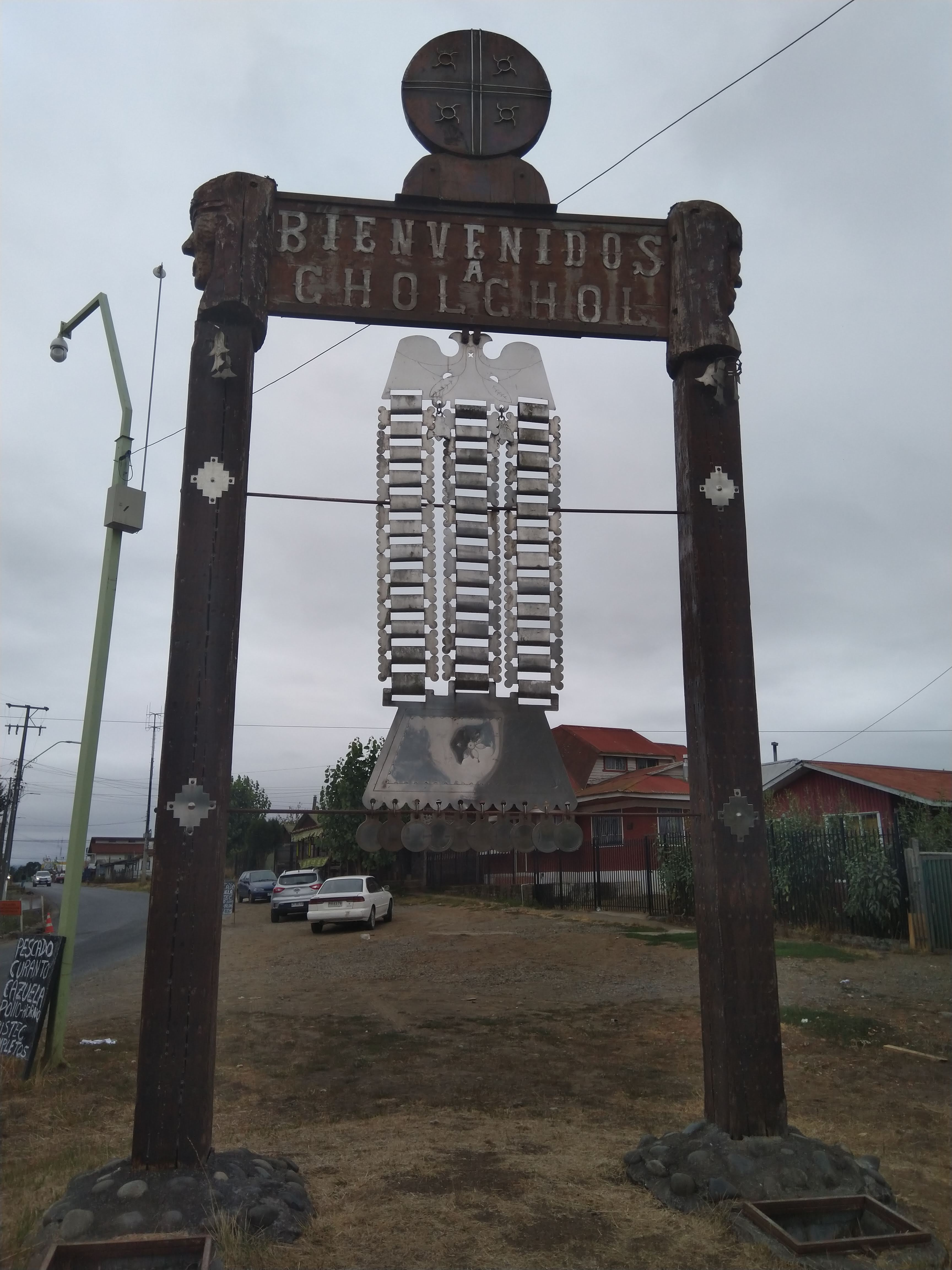
Der Ortseingang von Cholchol
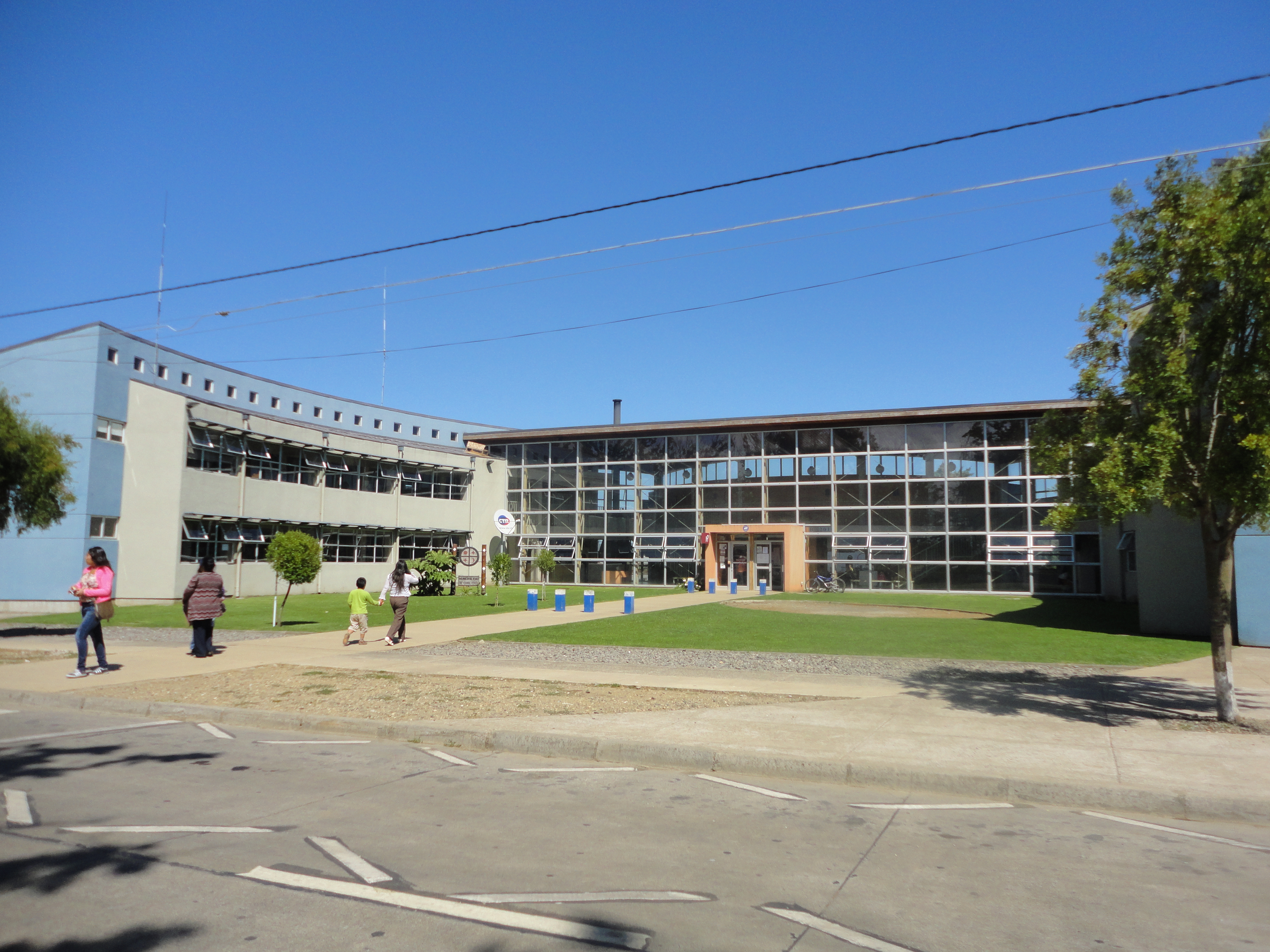
Das Rathaus von Cholchol
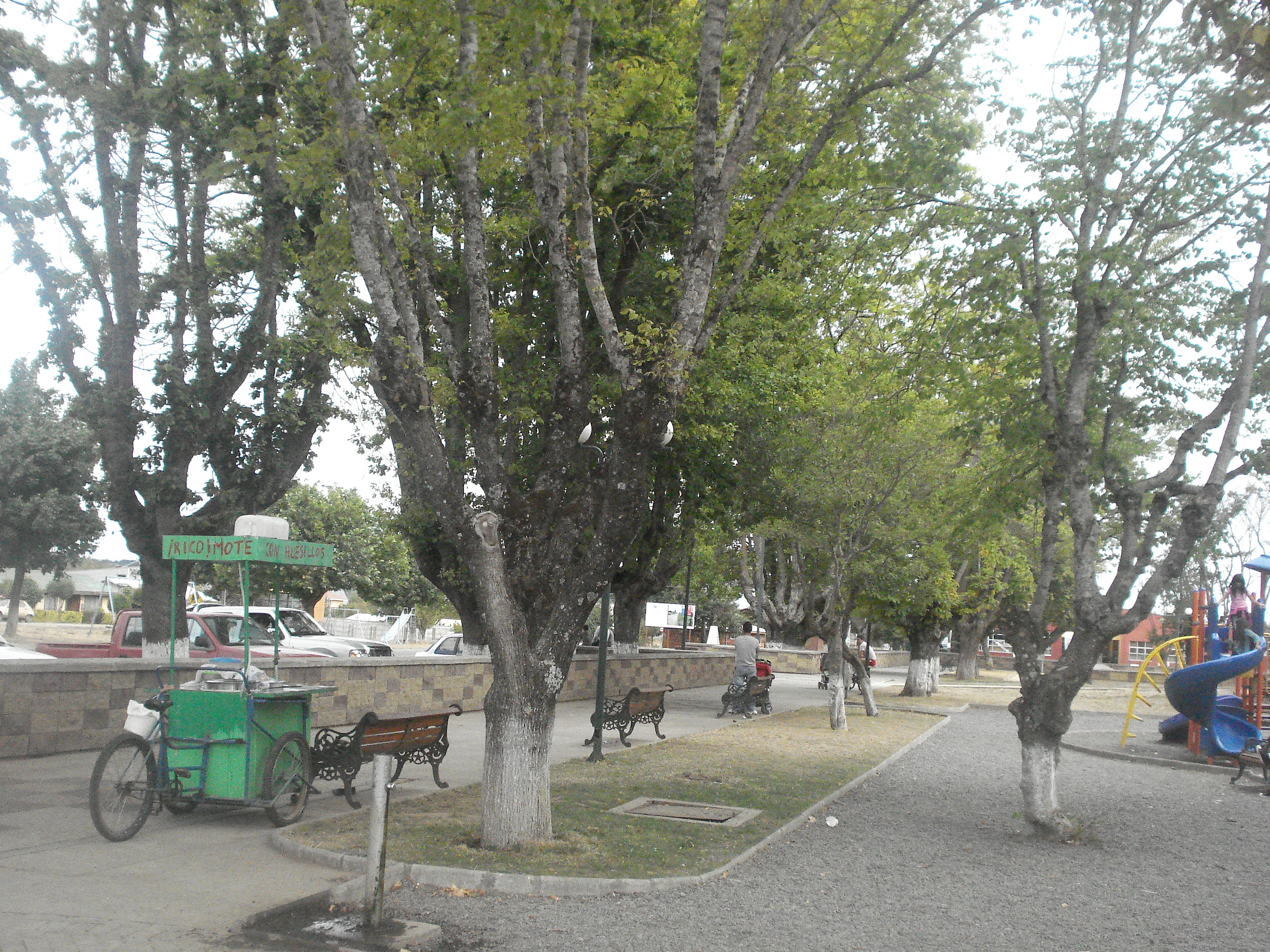
Der Plaza de Armas von Cholchol
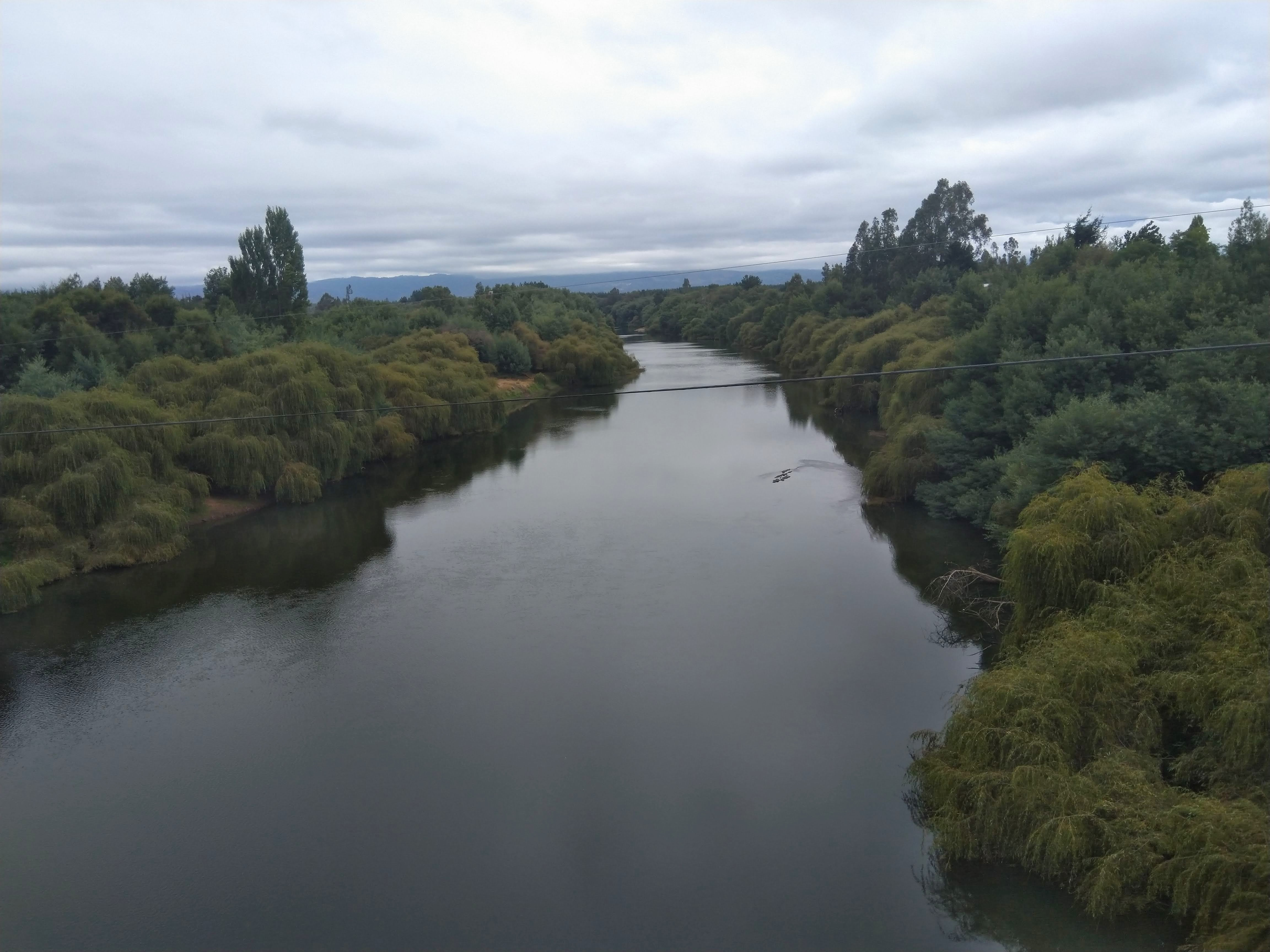
Der Río Cholchol